# اداکلی
اداکلی (به لاتین: Adaklı) یک سکونتگاه مسکونی در ترکیه است که در استان بینگول واقع شده‌است.

## خصوصیات
اداکلی ۱٬۴۹۲ متر بالاتر از سطح دریا واقع شده‌است.